# Dry Plain
Dry Plain är en ort i Australien. Den ligger i kommunen Snowy River och delstaten New South Wales, i den sydöstra delen av landet, omkring 330 kilometer sydväst om delstatshuvudstaden Sydney. Antalet invånare är 122.
Runt Dry Plain är det mycket glesbefolkat, med 3 invånare per kvadratkilometer.. Närmaste större samhälle är Adaminaby, nära Dry Plain. 
Trakten runt Dry Plain består i huvudsak av gräsmarker. Genomsnittlig årsnederbörd är 1 117 millimeter. Den regnigaste månaden är februari, med i genomsnitt 168 mm nederbörd, och den torraste är juli, med 51 mm nederbörd.